# ŽRK Trogir 58
Ženski rukometni klub Trogir 58 (ŽRK Trogir 58;  Trogir 58) je ženski rukometni klub iz Trogira, Splitsko-dalmatinska županija. 
  U sezoni 2021./22. klub nastupa u Prvoj hrvatskoj ligi. 

## O klubu
Klub je osnovan 2010. pod nazivom KRM "Trogirka" (Klub rukometne mladeži "Trogirka") od strane veteranki ŽRK "Trogir", koji je tad bio u financijskim problemima, s naglaskom na rad u mlađim dobnim kategorijama, koji je u ŽRK "Trogir" bio zapušten. 
 
Klub se sa seniorskom momčadi uključuje u natjecanje 3. HRL - Jug u sezoni 2012./13., te ju osvajaju u sezoni 2016./17. i ulaze u 2. HRL - Jug. 2017. godine klub dobiva današnje ime - ŽRK "Trogir 58".

## Uspjesi
2. HRL - Jug
- prvakinje: 2020./21.

3. HRL - Jug
- prvakinje: 2016./17.

## Unutrašnje poveznice
- Trogir
- ŽRK Trogir
- RK Ekonomist Trogir
- MRK Trogir

## Vanjske poveznice
- Ženski rukometni klub Trogir 58, facebook stranica
- furkisport.hr/hrs, RK Trogir 58, natjecanja po sezonama
- sportilus.com, Ženski rukometni klub Trogir 58
- sportilus.com, Klub rukometne mladeži Trogirka Trogir
- zvrk-trogir.com - Rukometni klub "Veteranka" Trogir  Arhivirana inačica izvorne stranice od 27. listopada 2018. (Wayback Machine)